# Lomanella revelata
Lomanella revelata is een hooiwagen uit de familie Triaenonychidae.